# Haworthiopsis limifolia var. glaucophylla
Hawortthiopsis limifolia var. glaucophylla, coneguda abans com Haworthia limifolia var glaucophylla, és una varietat de Haworthiopsis limifolia i està dins del gènere Haworthiopsis.

## Descripció
Hawortthiopsis limifolia var. glaucophylla és una suculenta on les fulles són llises i brillants, distingint-les de les altres varietats. Les seves fulles carnoses disposades en espiral són triangulars i gruixudes, i estan adornades per una espècie de línies blanques. Aquesta varietat presenta una coloració més clara en el feix de les fulles. Segons la temporada i la intensitat de la llum, el color de les fulles varia de verd grisenc a marró.

## Distribució
Aquesta varietat es distribueix a una petita àrea restringida a la província sud-africana de Mpumalanga (Muntanyes Tree Sisters),

## Taxonomia
Haworthiopsis limifolia var. glaucophylla va ser descrita per (M.B.Bayer) G.D.Rowley i publicat a Alsterworthia Int. 16(2): 7, a l'any 2016.
Etimologia
L'epítet varietal glaucophylla prové del grec antic i significa "amb fulles verd grisoses".
Sinonímia
- Haworthia limifolia var. glaucophylla M.B.Bayer, Aloe 40: 50 (2003). (Basiònim/Sinònim substituït)
- Haworthia glaucophylla (M.B.Bayer) Breuer, Gen. Haworthia 1: 7 (2010).[6]